# ザ・グレイテスト・キング
『ザ・グレイテスト・キング』（Il primo re）は2019年のイタリア・ベルギーの歴史アクション映画。
監督はマッテオ・ロヴェーレ、出演はアレッサンドロ・ボルギとアレッシオ・ラピーチェなど。
ローマの建国神話に登場する双子の兄弟ロムルスとレムスの伝承神話をもとにしている。
日本では劇場未公開だが、2020年4月2日にWOWOWで放映された。

## ストーリー
紀元前8世紀半ば、羊飼いの双子の兄弟ロムルスとレムスは洪水で全てを失ったばかりか、アルバの国の兵士に捕らえられ、奴隷にされてしまう。しかし、兄弟は力を合わせて兵士たちに反撃し、奴隷たちを解放する。その際に兄ロムルスは重傷を負うが、弟レムスは兄を必死に守る一方で、仲間たちの実質的なリーダーとなっていく。ところが同行させた巫女が「兄弟のうちの一方がもう一方を殺して生き残った者が歴史に名を残す王となる」と予言したことから、レムスは苦悩する。ロムルスはレムスに自分を殺すように言うが、レムスはどうしてもロムルスを殺すことができず、巫女の予言を無視するばかりか、神の存在を否定した上で自らが王となると宣言すると、逗留中の集落の長を殺し、家々に火を放つなどの暴虐を働き、部下たちを連れて出ていく。1人取り残されたロムルスは失われた火を復活させたことで集落の新しい長となり、人々と新たな地を目指す旅に出る。ところが、アルバの騎兵たちを目撃したロムルスはレムスたちの危機を感じ、「アルバを倒さねば真の自由は手に入らない」と人々を説得してレムスらを助けに向かう。一方、レムスたちはアルバの兵士たちと戦っていた。1人また1人と倒されていく中、ロムルス率いる集団が現れ、協力してアルバの兵士たちを撃退する。しかし、ロムルスとレムスは決着をつけるために決闘することになる。激しい死闘の末、ロムルスはレムスを倒し、レムスはロムルスの腕の中で息絶える。その後、ロムルスは生き残った人々とともに新たな地でローマを建国する。

## キャスト
- レムス: アレッサンドロ・ボルギ
- ロムルス: アレッシオ・ラピーチェ（イタリア語版）
- 巫女: タニア・ガリッバ
- ラース: ファブリツィオ・ロンジョーネ（イタリア語版）